# Hoeksche Waard (município)
Hoeksche Waard é um município dos Países Baixos, situado na província da Holanda do Sul. Tem 323,69 km² de área e sua população em 2020 foi estimada em 87.614 habitantes.